# تجزیه و تحلیل تجویزی
خلاصه

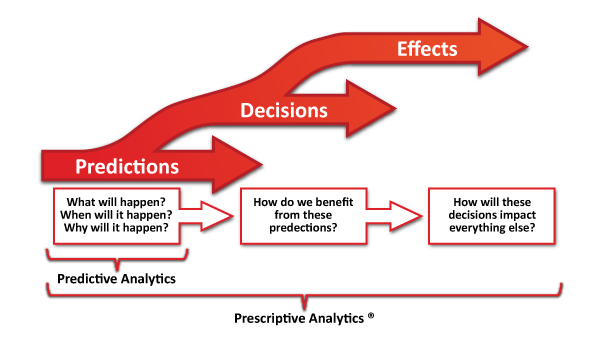
سه مرحله تحلیل: توصیفی، پیش‌بینی‌کننده و تجویزی

Prescriptive Analytics نمایان‌گر اوج تحلیل داده است که فراتر از روش‌های توصیفی (descriptive) و پیش‌بینی (predictive) رفته و با استفاده از بهینه‌سازی ریاضی (mathematical optimization)، شبیه‌سازی (simulation) و یادگیری ماشین (machine learning) اقدام‌های بهینه را پیشنهاد می‌کند. در مهندسی کامپیوتر، این روش کاربردهایی مانند تخصیص پویا (dynamic) منابع ابری، نگهداری پیشگویانه از طریق چارچوب‌های «دوقلوی دیجیتال» (Digital Twin)، پیکربندی خودکار نرم‌افزار، و تصمیم‌گیری مقاوم در امنیت سایبری را توانمند می‌سازد که منجر به بهبود کارایی و تاب‌آوری سیستم‌های محاسباتی می‌شود.

## مقدمه (Introduction)
رشد نمایی حجم (volume)، سرعت (velocity) و تنوع (variety) داده‌ها نیاز به تحلیل‌هایی را افزایش داده که نه تنها نتایج را پیش‌بینی کنند بلکه استراتژی‌های قابل اجرا هم پیشنهاد دهند. Prescriptive Analytics، به‌عنوان سومین فاز در منحنی بلوغ تحلیل‌ها، به سؤال «چه باید انجام شود؟» پاسخ می‌دهد با ترکیب مدل‌های پیشرفته بهینه‌سازی و هوش مصنوعی همراه با قوانین کسب‌وکار. در مقابل تحلیل توصیفی که رویدادهای گذشته را خلاصه می‌کند و تحلیل پیش‌بینی که روندهای آینده را پیش‌بینی می‌کند، تحلیل تجویزی گزینه‌های تصمیم‌گیری را تولید می‌کند که محدودیت‌ها و اهداف را در نظر گرفته و بیشینه‌سازی نتایج مطلوب را هدف دارد.

## مبانی نظری (Theoretical Foundations)

### تعریف و دامنه (Definition and Scope)
Prescriptive Analytics یعنی ترکیب بهینه‌سازی، شبیه‌سازی و روش‌های یادگیری ماشین برای پیشنهاد بهترین تصمیم‌ها در شرایط عدم قطعیت. چهار رکن اصلی آن عبارتند از:
- بهینه‌سازی ریاضیاتی (linear, nonlinear, integer, robust programming)
- شبیه‌سازی مبتنی بر سناریو (مانند روش مونت‌کارلو)
- مدل‌سازی پیش‌بینی (رگرسیون، طبقه‌بندی، شبکه‌های عصبی)
- وارد کردن قوانین تخصصی حوزه (business rules)

### جایگاه در چرخه تحلیل (Analytics Lifecycle Position)
Prescriptive Analytics به‌عنوان گام نهایی چرخه تحلیل عمل می‌کند. ابتدا تحلیلی توصیفی (چه رخ داده؟)، بعد تحلیلی پیش‌بینی (چه ممکن است رخ دهد؟)، و در نهایت تحلیلی تجویزی (چه باید کرد؟) که از اطلاعات خلاصه‌شده و پیش‌بینی‌ها برای تولید دستورالعمل‌های عملی استفاده می‌کند.

## روش‌شناسی (Methodologies)

### بهینه‌سازی ریاضی (Mathematical Optimization)
در هسته prescriptive analytics، الگوریتم‌های بهینه‌سازی قرار دارند که تابع هدف (مانند کمینه‌سازی هزینه یا بیشینه‌سازی توان عملیاتی) را با در نظر گرفتن محدودیت‌های عملی تعریف و حل می‌کنند. روش‌هایی مانند Branch‑and‑Bound، نقطهٔ داخلی (interior‑point) و الگوریتم‌های تکاملی مورد استفاده قرار می‌گیرند.

### شبیه‌سازی و تحلیل سناریو (Simulation and Scenario Analysis)
برای پوشش عدم قطعیت، شبیه‌سازی مونت‌کارلو توزیع نتایج ممکن را تولید می‌کند و تحلیل سناریو به مقایسهٔ سناریوهای بهترین، بدترین و محتمل‌ترین حالت‌ها می‌پردازد.

### ادغام یادگیری ماشین (Machine Learning Integration)
مدل‌های پیش‌بینی (مثل پیش‌بینی بار کاری یا احتمال خرابی) به‌عنوان ورودی الگوریتم‌های بهینه‌سازی استفاده می‌شوند. روش‌های ترکیبی که بازخورد زمان واقعی و یادگیری تقویتی را در حلقهٔ تصمیم قرار می‌دهند، در حال ظهورند.

### قواعد کسب‌وکار و دانش دامنه (Business Rules and Domain Knowledge)
وارد کردن محدودیت‌های سازمانی—مثلاً الزامات قانونی یا سطوح خدمت—اطمینان می‌دهد که پیشنهادها هم بهینه و هم عملی و قابل اجرا باشند.

## کاربردها در مهندسی کامپیوتر (Applications in Computer Engineering)

### بهینه‌سازی منابع ابری (Cloud Resource Optimization)
تحلیل تجویزی منابع CPU، حافظه و ذخیره‌سازی را در محیط ابری به‌طور پویا اختصاص می‌دهد تا هزینه کم و عملکرد بالا تضمین شود. با پیش‌بینی تقاضا و حل مسائل بهینه‌سازی در زمان واقعی، سیاست‌های مقیاس خودکار (auto‑scaling) اجرا می‌شوند.

### نگهداری پیشگویانه با دوقلوی دیجیتال (Predictive Maintenance with Digital Twins)
معماری دوقلوی دیجیتال نسخهٔ مجازیِ دارایی‌های فیزیکی را می‌سازد تا داده‌های حسگر برای مدل‌های پیش‌بینی زمان تا خرابی وارد شوند. سپس تحلیل تجویزی زمان‌بندی تعمیرات را بهینه می‌کند تا زمان توقف و هزینه کاهش یابد.

### پیکربندی خودکار نرم‌افزار (Automated Software Configuration)
در سیستم‌های توزیع‌شده و میکروسرویس، مدل‌های تجویزی تنظیم پارامترها (مثل اندازهٔ کش یا تعداد نخ‌ها) را پیشنهاد می‌دهند تا تأخیر کم و توان عملیاتی بالا حفظ شود. حلقه‌های بازخورد و نظارت مداوم امکان تنظیم خودکار در لحظه را فراهم می‌کنند.

### تصمیم‌گیری امنیت سایبری (Cybersecurity Decision‑Making)
با ترکیب تحلیل لاگ‌ها و مدل‌سازی ریسک، چارچوب‌های تجویزی سیاست‌های امنیتی و استراتژی‌های پاسخ به حوادث را پیشنهاد می‌کنند تا خسارت حملات سایبری به حداقل برسد. مدل‌های مقاوم شامل نشانگرهای هشدار زودهنگام و شبیه‌سازی مونت‌کارلو برای تدابیر دفاعی پیشگیرانه هستند.

## چالش‌ها و جهت‌گیری‌های آینده (Challenges and Future Directions)

### مقیاس‌پذیری و پردازش بلادرنگ (Scalability and Real‑Time Processing)
پردازش جریان‌های داده با سرعت بالا نیازمند موتورهای بهینه‌سازی توزیع‌شده و یکپارچگی با محاسبات لبه (edge computing) برای پیشنهادهای کم‌تاخیر است. توسعهٔ الگوریتم‌های سبک‌وزن که در عین حال کیفیت حل را حفظ کنند، از اولویت‌های پژوهشی است.

### تبیین‌پذیری و اعتماد (Interpretability and Trust)
خروجی مدل‌های سیاه‌جعبه (black‑box) می‌تواند اعتماد ذی‌نفعان را کاهش دهد؛ بنابراین تکنیک‌های هوش قابل‌توضیح (explainable AI) برای روشن‌کردن دلیل پیشنهادها ضروری‌اند. داشبوردهای تحلیل بصری که مسیر تصمیم را نشان می‌دهند شفافیت و پذیرش را افزایش می‌دهند.

### کیفیت داده و ملاحظات اخلاقی (Data Quality and Ethical Considerations)
دقت توصیه‌ها مستلزم داده‌های باکیفیت و بدون سوگیری است؛ سازمان‌ها باید چارچوب‌های حاکمیتی برای حفظ حریم خصوصی، کاهش سوگیری و انطباق قانونی ایجاد کنند. راهنمای اخلاقی برای تصمیم‌گیری خودکار در حال شکل‌گیری است.

### یکپارچه‌سازی با اینترنت اشیاء و لبه (Integration with IoT and Edge Analytics)
انتقال محاسبات تجویزی به لبه شبکه—نزدیک‌تر به منابع دادهٔ IoT—تاخیر را کاهش داده و عملیات خودمختار سامانه‌های سایبرفیزیکی را پشتیبانی می‌کند. پژوهش در زمینهٔ بهینه‌سازی فدرال و تحلیل حریم خصوصی‌محPreservePrivacyEdge ادامه دارد.

## نتیجه‌گیری (Conclusion)
Prescriptive Analytics در مهندسی کامپیوتر با ترکیب بهینه‌سازی، شبیه‌سازی و هوش مصنوعی، اقدام‌های بااثر بالا را در شرایط عدم قطعیت پیشنهاد می‌دهد. کاربردهای آن در رایانش ابری، نگهداری پیشگویانه، پیکربندی نرم‌افزار و امنیت سایبری، بهبودهای چشمگیری در کارایی، قابلیت اطمینان و امنیت فراهم کرده است. پژوهش‌های آتی در معماری‌های مقیاس‌پذیر، مدل‌های قابل‌تبیین و حاکمیت اخلاقی، گسترش این حوزه را تسریع خواهد کرد.